# Пржойне
Пржойне (серб. Пржојне) — населённый пункт в общине Власотинце Ябланичского округа Сербии.

## География
Расположен на правом берегу реки Власины, при автодороге .

## Население
Согласно переписи населения 2002 года, в селе проживало 53 человека (все сербы).
| Численность населения | Численность населения | Численность населения | Численность населения | Численность населения | Численность населения | Численность населения | Численность населения |
| 1948                  | 1953                  | 1961                  | 1971                  | 1981                  | 1991                  | 2002                  | 2011                  |
| --------------------- | --------------------- | --------------------- | --------------------- | --------------------- | --------------------- | --------------------- | --------------------- |
| 207                   | 213                   | 191                   | 170                   | 127                   | 80                    | 52                    | 27                    |

## Религия
Согласно церковно-административному делению Сербской православной церкви, село относится к Третьему власотиначскому приходу Власотиначского архиерейского наместничества Нишской епархии.